# Endika Irigoien Bravo
Endika Irigoien Bravo (25 de gener de 1997) és un futbolista professional navarrés que juga de lateral esquerre pel CA Osasuna B.

## Palmarès
Osasuna
- Segona Divisió: 2018–19[1]